# 卡法亞特
26°5′S 65°58′W / 26.083°S 65.967°W

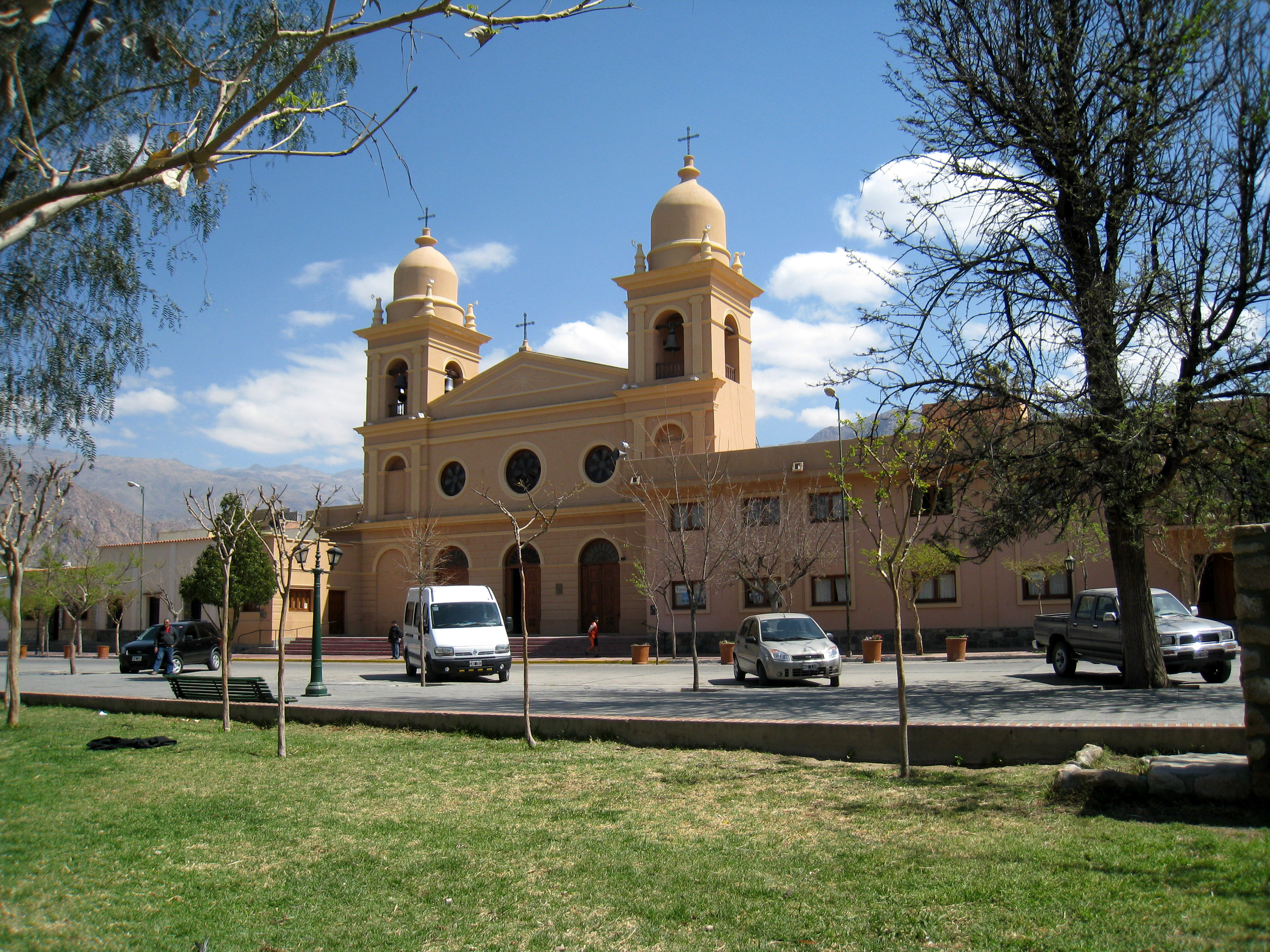
卡法亞特的教堂

卡法亞特（西班牙語：Cafayate），是阿根廷的城鎮，位於該國西北面薩爾塔省，是卡法亞特縣的首府，始建於1840年，海拔高度1,683米，該地區的地震活動頻繁和低強度，2010年人口14,582。